# Elektronický dokument

Ikona textového souboru, který je jednou z obvyklých forem elektronického dokumentu.

Elektronický dokument je libovolný soubor typicky vytvořený uživatelem pomocí aplikačního softwaru, který může být používán v elektronické nebo tištěné formě. Původně byly počítačové dokumenty považovány pouze za interní formu; výsledným tvarem byl tištěný dokument. Rozmach počítačových sítí však způsobil, že ve většině případů je mnohem pohodlnější distribuovat dokumenty v elektronické formě než v tištěné. Díky displejům s vyšším rozlišením pak lze dokumenty prohlížet na obrazovce místo tisku (což šetří papír a místo potřebné na uložení tištěné kopie).
Používání elektronických dokumentů jako konečné formy místo papírových způsobuje problémy s nekompatibilními formáty souborů. I dokument tvořený prostým textem může činit problémy – může mít nepodporované kódování, nebo jiné konce řádků, kdy v systému Microsoft Windows nebo MS-DOS většina programů nepracuje správně se soubory, které mají unixové konce řádků.
I u složitých formátů souborů různých textových procesorů, tabulkových procesorů a grafických programů mohou být problémy s kompatibilitou. Pro jejich omezení mnoho softwarových firem dodává bezplatně prohlížeče souborů pro své proprietární formáty souborů (například Acrobat Reader firmy Adobe Systems). Jinou možností je vývoj standardizovaných neproprietárních souborových formátů (jako například HTML a OpenDocument); elektronické dokumenty pro specializované účely často mají specializované formáty – např. pro odborné články z fyziky se používá TeX nebo PostScript.